# Marc Surer
Marc Surer (Arisdorf, 18 settembre 1951) è un pilota di Formula 1 e conduttore televisivo svizzero.
Ha preso parte a 88 gran premi validi per il campionato mondiale di Formula 1 tra il 1979 e il 1986.

## La carriera

### Gli esordi
Surer fece il suo esordio nel karting, diventando campione elvetico nel 1972. Quattro anni più tardi fece il suo esordio in Formula 3, prima di esordire, nello stesso anno, nel Campionato europeo di Formula 2.

### La Formula 2

#### Con Hohmann
L'esordio in F2 avvenne nel Gran Premio del B.Württemberg e Assia sull'Hockenheimring, ultima prova stagionale, al volante di una March-BMW dell'Hohmann Racing. Surer non fu però capace di qualificarsi.
Nel 1977 proseguì l'impegno nella categoria, sempre su una March dell'Hohmann Auto Technik. Il miglior risultato fu il quinto posto nel Gran Premio del Mugello. Nell'ultima gara della stagione, il Donington Park Formula 2 Trophy venne ingaggiato dal team ufficiale della March. In questa gara chiuse quarto. Con cinque punti totali chiuse in tredicesima posizione in classifica finale.

#### La consacrazione
Anche nel 1978 fu pilota del team ufficiale della March. Ottenne sei secondi posti, tre terzi posti, e un quarto posto, il giro veloce nel Deutschland Trophäe e la pole nel Gran Premio del B.Württemberg e Assia, gare entrambe disputate sull'Hockenheimring. Questi risultati lo fecero risultare secondo in classifica generale, con 51 punti, alle spalle del compagno di scuderia Bruno Giacomelli, dominatore della stagione e imprendibile a quota 82.
Il 1979 fu l'anno della consacrazione nella categoria. L'elvetico passò al BMW Junior team e s'impose nell'ADAC-Eiffelrennen sul Nürburgring e nel Gran Premio di Roma a Vallelunga, ottenne un secondo posto e tre terzi. Fece la pole nel Deutschland Trophäe e nel Gran Premio di Pau e il giro veloce nel BARC 200-Jochen Rindt Trophy sul Circuito di Thruxton. Giunse all'ultima gara stagionale, a Donington Park, con un punto di svantaggio da Brian Henton; grazie al suo secondo posto e al quarto dell'inglese ottenne la vittoria finale nel campionato. La gara si decise a tre tornate dal termine quando Surer attaccò Henton, che si trovava in seconda posizione. L'inglese venne tradito dai freni e andò lungo in una curva.

### La Formula 1

#### L'esordio nel 1979 con l'Ensign
Poche settimane dopo il trionfo in F2 lo svizzero fece l'esordio nella massima formula, al volante di una Ensign-Ford Cosworth nel Gran premio di Monza, prendendo il posto di Patrick Gaillard per gli ultimi tre gran premi della stagione 1979. Surer però non si qualificò, così come non si qualificò nella gara seguente, il Gran Premio del Canada. Il suo esordio in gara avvenne nell'ultimo gran premio stagionale, quello degli Stati Uniti-Est, in cui fu costretto al ritiro.

#### Il passaggio all'ATS
Nel 1980 Surer passò alla scuderia tedesca ATS, anch'essa motorizzata da Ford Cosworth. Nella seconda gara della stagione, il Gran Premio del Brasile colse un settimo posto, che rappresentò anche il miglior risultato della stagione.
L'annata s'interruppe, per qualche gran premio, dopo che l'elvetico si fratturò le gambe durante le prove libere del Gran Premio del Sudafrica a Kyalami. Il pilota perse il controllo della monoposto alla Clubhouse. Venne estratto dai rottami, dopo quarantacinque minuti con fratture alla caviglia e ferite su entrambe le gambe. Saltò così tre gran premi, prima di rientrare nel Gran Premio di Francia. Nella parte finale della stagione ottenne anche dei buoni risultati nelle qualifiche, ma senza andare oltre l'ottava posizione in gara nel Gran Premio degli Stati Uniti-Est.

#### Il 1981 tra Ensign e Theodore
L'anno seguente tornò, per la prima parte della stagione, con il team che l'aveva lanciato in F1, l'Ensign. Nella seconda gara stagionale, il Gran Premio del Brasile, colse i suoi primi punti mondiali grazie a un quarto posto, impreziosito anche dal giro più veloce, ottenuto in una gara caratterizzata da forte pioggia. Questo fu il miglior risultato di sempre per il team britannico e anche l'unico gpv nel mondiale. Surer ottenne anche il sesto posto nel Gran Premio di Monaco.
Dopo quest'altro ottimo risultato venne appiedato dalla scuderia, e sostituito dal cileno Eliseo Salazar, che garantiva maggiori entrate. Saltò di fatto però solo il Gran Premio di Spagna, visto che dal Gran Premio di Francia venne ingaggiato dalla Theodore fino a fine stagione. La vettura però era più modesta e non consentì allo svizzero di ottenere più dell'ottavo posto nel Gran Premio d'Olanda. Chiuse sedicesimo in classifica piloti con quattro punti.

#### Il periodo in Arrows

Surer impegnato su Arrows A6 nel Gran Premio di San Marino 1983

Dal 1982, e per tre stagioni, Surer fu pilota all'Arrows. Il 15 gennaio 1982, nel corso di test in preparazione del GP del Sudafrica, prima prova della stagione, Surer uscì di pista e si fratturò una gamba. Sostituito da Brian Henton, ex pilota della Toleman, fu costretto a saltare le prime quattro gare della stagione. Rientrò nel Gran Premio del Belgio con un settimo posto. In stagione giunse per due volte a punti: nel GP del Canada (quinto) e in quello di Germania (sesto). Con un totale di tre punti chiuse ventunesimo in classifica.
L'anno seguente iniziò la stagione in maniera molto positiva chiudendo a punti tre delle prime quattro gare della stagione (sesto in Brasile e a Imola, quinto a Long Beach). Nella restante parte dell'anno, pur con dei buoni piazzamenti vicino alla zona punti, non fu più capace di giungere tra i primi sei, terminando quattordicesimo nella classifica piloti.
Il 1984 fu molto più deludente. Corse le prime tre gare della stagione con l'Arrows A6 a motore Ford-Cosworth, poi passò nel Gran premio di Imola a una A7 a motore BMW turbo, prima di tornare per altre quattro gare al modello A6 e terminare poi la stagione a bordo del modello A7. Ottenne un solo punto, nel Gran Premio d'Austria, in cui giunse sesto.

#### L'approdo alla Brabham
Per il 1985 Surer si trovò senza un volante in F1. L'abbandono di François Hesnault della Brabham-BMW, dopo i primi quattro gran premi stagionali ridonò allo svizzero l'opportunità di correre nella massima formula. Venne preferito a René Arnoux e John Watson. Esordì piazzandosi al quindicesimo posto nel GP del Canada e conquistò due sesti posti (in Germania e Austria) e il quarto a Monza. Sfiorò in ben due occasioni il podio: nel Gran Premio di Brands Hatch fu costretto al ritiro al 62º giro per un guasto al turbo quando si trovava in seconda posizione (venne comunque classificato tredicesimo), e nel Gran Premio di Adelaide fu il motore a tradirlo, quando a metà gara si trovava in terza posizione.

#### Il ritorno all'Arrows
Nel 1986 tornò all'Arrows, ancora motorizzata BMW. Corse i primi cinque gran premi stagionali, ottenendo tre noni posti fino al ritiro avvenuto in seguito a un tragico incidente nel Rally dell'Assia.

### Le vetture a ruote coperte
Assieme all'impegno in F1 Surer fu protagonista in diverse specialità automobilistiche.
Nel 1985 partecipò al Campionato del Mondo Sport Prototipi con una Porsche 962 della Kremer Racing. Giunse secondo nella 1000 km del Mugello, s'impose nella 1000 km di Monza, fu quarto nella 1000 km di Silverstone assieme a Manfred Winkelhock. Nella 1000 km di Mosport il suo compagno di sedile perì in un incidente.
Giunse infine dodicesimo nella 1000 km di Spa, con Kees Kroesemeijer quale compagno di team, al volante di una Porsche 956.
Fu attivo spesso anche nei rally. Nel 1984 con una Renault 5 Turbo partecipò a diversi rally nazionali, così come nel 1986. Nel corso del Rally dell'Assia, a bordo di una Ford RS200 ebbe un grave incidente in cui morì il suo copilota Michel Wyder. Lo svizzero perse il controllo della vettura che si schiantò contro un albero. Il suo copilota morì nella vettura in fiamme e lui venne portato nell'ospedale di Schotten in gravi condizioni.

## Dopo il ritiro
Dopo l'abbandono dalle corse Surer rimase legato alla BMW che lo fece prima diventare maestro di pilotaggio poi gli affidò i programmi del DTM e nel Super Tourenwagen Cup.
Surer divenne inoltre commentatore automobilistico per la SF - Schweizer Fernsehen e in seguito per Sky Deutschland.

## Risultati completi in Formula 2

### Campionato europeo
(Legenda) N.B. Le gare in grassetto indicano una pole position mentre quelle in corsivo indicano il giro più veloce in gara.
| Anno | Scuderia             | Telaio     | Motore | 1      | 2       | 3       | 4      | 5     | 6       | 7     | 8       | 9     | 10      | 11    | 12     | 13    | Pos | Punti |
| ---- | -------------------- | ---------- | ------ | ------ | ------- | ------- | ------ | ----- | ------- | ----- | ------- | ----- | ------- | ----- | ------ | ----- | --- | ----- |
| 1976 | Hohmann Racing       | March/762  | BMW    | HOC    | THR     | VAL     | SAL    | PAU   | HOC     | ROU   | MUG     | PER   | EST     | NOG   | HOC NQ |       | NC  | 0     |
| 1977 | Hohmann Auto Technik | March/762  | BMW    | SIL 9  | THR 7   | HOC Rit | NÜR NA | VAL 7 | PAU     | MUG 5 | ROU Rit | NOG 7 | PER     | MIS   | EST    |       | 13º | 5     |
| 1977 | March Racing Ltd.    | March/772P | BMW    |        |         |         |        |       |         |       |         |       |         |       |        | DON 4 | 13º | 5     |
| 1978 | March Racing Ltd.    | March/782  | BMW    | THR 2  | HOC 2   | NÜR 4   | PAU 3  | MUG 2 | VAL 9   | ROU 3 | DON 3   | NOG 2 | PER Rit | MIS 2 | HOC 2  |       | 2º  | 51    |
| 1979 | BMW Junior Team      | March/792  | BMW    | SIL NP | HOC Rit | THR 9   | NÜR 1  | VAL 1 | MUG Rit | PAU 3 | HOC 5   | ZAN 3 | PER Rit | MIS 3 | DON 2  |       | 1º  | 38    |

### Campionato giapponese
(Legenda) N.B. Le gare in grassetto indicano una pole position mentre quelle in corsivo indicano il giro più veloce in gara.
| Anno | Scuderia     | Telaio    | Motore | 1   | 2   | 3     | 4   | 5   | 6   | 7   | Pos | Punti |
| ---- | ------------ | --------- | ------ | --- | --- | ----- | --- | --- | --- | --- | --- | ----- |
| 1978 | Chevron Cars | March/782 | BMW    | 2&4 | FUJ | SFJ 1 | SRT | GRT | NIH | SUZ | NC  | 0     |

## Risultati completi in Formula 1
| 1979 | Scuderia | Vettura |  |  |  |  |  |  |  |  |  |  |  |  |    |    |     |  |  | Punti | Pos. |
| ---- | -------- | ------- |  |  |  |  |  |  |  |  |  |  |  |  | -- | -- | --- |  |  | ----- | ---- |
| 1979 | Ensign   | 179     |  |  |  |  |  |  |  |  |  |  |  |  | NQ | NQ | Rit |  |  | 0     |      |

| 1980 | Scuderia | Vettura |     |   |     |  |  |  |     |     |    |    |    |     |    |   |  |  |  | Punti | Pos. |
| ---- | -------- | ------- | --- | - | --- |  |  |  | --- | --- | -- | -- | -- | --- | -- | - |  |  |  | ----- | ---- |
| 1980 | ATS      | D3 e D4 | Rit | 7 | INF |  |  |  | Rit | Rit | 12 | 12 | 10 | Rit | NQ | 8 |  |  |  | 0     |      |

| 1981 | Scuderia          | Vettura     |     |   |     |   |    |   |  |    |    |    |     |   |    |   |     |  |  | Punti | Pos. |
| ---- | ----------------- | ----------- | --- | - | --- | - | -- | - |  | -- | -- | -- | --- | - | -- | - | --- |  |  | ----- | ---- |
| 1981 | Ensign e Theodore | N180 e TY01 | Rit | 4 | Rit | 9 | 11 | 6 |  | 12 | 11 | 14 | Rit | 8 | NQ | 9 | Rit |  |  | 4     | 16º  |

| 1982 | Scuderia | Vettura |  |  |  |  |   |   |   |   |    |     |    |   |     |    |     |   |  | Punti | Pos. |
| ---- | -------- | ------- |  |  |  |  | - | - | - | - | -- | --- | -- | - | --- | -- | --- | - |  | ----- | ---- |
| 1982 | Arrows   | A4 e A5 |  |  |  |  | 7 | 9 | 8 | 5 | 10 | Rit | 13 | 6 | Rit | 15 | Rit | 7 |  | 3     | 21º  |

| 1983 | Scuderia | Vettura |   |   |    |   |     |    |    |     |    |   |     |   |    |     |   |  |  | Punti | Pos. |
| ---- | -------- | ------- | - | - | -- | - | --- | -- | -- | --- | -- | - | --- | - | -- | --- | - |  |  | ----- | ---- |
| 1983 | Arrows   | A6      | 6 | 5 | 10 | 6 | Rit | 11 | 11 | Rit | 17 | 7 | Rit | 8 | 10 | Rit | 8 |  |  | 4     | 15º  |

| 1984 | Scuderia | Vettura |   |   |   |     |     |    |     |     |     |    |     |   |     |     |     |     |  | Punti | Pos. |
| ---- | -------- | ------- | - | - | - | --- | --- | -- | --- | --- | --- | -- | --- | - | --- | --- | --- | --- |  | ----- | ---- |
| 1984 | Arrows   | A6 e A7 | 7 | 9 | 8 | Rit | Rit | NQ | Rit | Rit | Rit | 11 | Rit | 6 | Rit | Rit | Rit | Rit |  | 1     | 20º  |

| 1985 | Scuderia | Vettura |  |  |  |  |    |   |   |   |     |   |    |   |   |    |     |     |  | Punti | Pos. |
| ---- | -------- | ------- |  |  |  |  | -- | - | - | - | --- | - | -- | - | - | -- | --- | --- |  | ----- | ---- |
| 1985 | Brabham  | BT54    |  |  |  |  | 15 | 8 | 8 | 6 | Rit | 6 | 10 | 4 | 8 | 13 | Rit | Rit |  | 5     | 13º  |

| 1986 | Scuderia | Vettura |     |     |     |   |   |   |  |  |  |  |  |  |  |  |  |  |  | Punti | Pos. |
| ---- | -------- | ------- | --- | --- | --- | - | - | - |  |  |  |  |  |  |  |  |  |  |  | ----- | ---- |
| 1986 | Arrows   | A8      | Rit | Rit | Rit | 9 | 9 | 9 |  |  |  |  |  |  |  |  |  |  |  | 0     |      |

| Legenda | 1º posto     | 2º posto | 3º posto    | A punti         | Senza punti/Non class.  | Grassetto – Pole position Corsivo – Giro più veloce |
| Legenda | Squalificato | Ritirato | Non partito | Non qualificato | Solo prove/Terzo pilota | Grassetto – Pole position Corsivo – Giro più veloce |